# Die schlechtesten Filme aller Zeiten
Die schlechtesten Filme aller Zeiten (auch abgekürzt SchleFaZ [ˈʃleːfat͡s]) ist eine satirische Filmreihe des Privatsenders RTL Nitro. Darin werden hauptsächlich B-Filme, die sich durch besonders schlechte Machart oder unfreiwillig komische Einfälle auszeichnen, von Oliver Kalkofe und Peter Rütten vorgestellt, mit Kommentaren versehen und präsentiert. Diese Filme selbst werden Schlefaze genannt.
Als Spin-Off lief 2022 und 2023 Die kultigsten Filme aller Zeiten (KulFaZ) mit Kultfilmen.
Die Sendereihe begann 2013 ursprünglich auf dem Privatsender Tele 5. Im September 2023 wurde die Einstellung der Sendung zum Ende des Jahres bekanntgegeben; im Dezember, nach Ausstrahlung der letzten Episode bei Tele 5, dass die Sendung ab 2024 durch RTL Deutschland bei dem Sender Nitro und dem Streamingportal RTL+ fortgesetzt wird.

## Entwicklung des Formats
Bereits im Jahr 2012 entwickelte Oliver Kalkofe, der Synchronsprecher bei Mystery Science Theater 3000 – Der Film war, gemeinsam mit Tele-5-Senderchef Kai Blasberg das Konzept zur Sendereihe. Da sich im Besitz der Tele München Gruppe eine große Anzahl B-Filme befinden, z. B. der Produktionsfirma The Asylum, die bereits zuvor auf Tele 5 ausgestrahlt wurden, reifte die Idee, diese – in bewusster Abgrenzung zu den Konzepten anderer Sender – als Trash-Fernsehen vorzustellen. So steht der Sendungstitel im Kontrast zum Kabel-eins-Slogan „Die besten Filme aller Zeiten“ und ist außerdem eine Anspielung auf den Ausdruck GröFaZ.
Die Filme werden im Rahmen der Ausstrahlung von den Moderatoren vorgestellt und mit bissigen Kommentaren versehen, die dann dazwischengeschnitten werden.

## Sendekonzept
Im Rahmen der Sendung werden Filme vorgestellt, die nach Aussage der Moderatoren trotz der Ambitionen der Filmemacher als besonders schlecht gelten und daher besondere Aufmerksamkeit verdienen. Pro Sendung wird ein Film präsentiert und näher beleuchtet.
Zu Beginn jeder Folge wird der Zuschauer von den Moderatoren auf den Film eingestimmt. Dazu werden Informationen zu den Schauspielern, dem Regisseur und andere Fakten rund um den Film in humorvoller Art und Weise aufbereitet. Zusätzlich wird zu jedem Film ein besonderer Cocktail kreiert oder vorgestellt, dessen Zusammensetzung oder Name einen Bezug zum Film haben. In Verbindung damit wird meist ein Trinkspiel eingeführt. So sollten z. B. die Zuschauer des Films Sharknado jedes Mal einen Cocktail trinken, sobald ein fliegender Hai zu sehen ist. Während des Films werden in Pop-Ups Hintergrundinformationen zur jeweiligen Szene gegeben oder an das Trinkspiel erinnert. Nach den Werbepausen besprechen die Moderatoren ironisch besonders hervorstechende Szenen des Films. Am Ende des Films wird das Gesehene zusammengefasst und mit einem Fazit versehen. Oft trugen die Moderatoren Kostüme, die den Kostümen der Figuren im Film angelehnt sind.
Dabei hat es sich mit Fortschreiten der Staffeln etabliert, dass Kalkofe in diesem Rahmen den unverbesserlichen Enthusiasten gibt, der den Filmen stets eine künstlerische Note abgewinnen kann, während Rütten den fortwährend pessimistischen und desinteressierten Zuschauer spielt, der den Film fast ausnahmslos schlecht findet. Dabei hat sich der Fluch „Fickende Hölle!“ als Rüttens Catchphrase etabliert.
In 13 deutschen Kinos (Stand: Februar 2014) wird die SchleFaZ-Reihe jeweils gleichzeitig mit der TV-Ausstrahlung auf großer Leinwand gezeigt. Die Sommerfolgen der 3. Staffel wurden parallel auf Joiz Germany ausgestrahlt. Erste Filme der Reihe erschienen ab Juni 2015 auf DVD.

## Sendedaten (Tele5)

### Staffel 1
| Nr. (gesamt) | Nr. (Staffel) | Film                                     | Erscheinungs- jahr | Ausstrahlungstermin |
| ------------ | ------------- | ---------------------------------------- | ------------------ | ------------------- |
| 1            | 1             | Supershark                               | 2011               | 26. Juli 2013       |
| 2            | 2             | Knochenbrecher im Wilden Westen          | 1973               | 2. August 2013      |
| 3            | 3             | The Throne of Fire                       | 1983               | 9. August 2013      |
| 4            | 4             | Piranhas II – Die Rache der Killerfische | 1979               | 16. August 2013     |
| 5            | 5             | Cherry 2000                              | 1987               | 23. August 2013     |
| 6            | 6             | Hasse deinen Nächsten                    | 1968               | 30. August 2013     |
| 7            | 7             | Battlefield Earth – Kampf um die Erde    | 2000               | 6. September 2013   |
| 8            | 8             | Perry Rhodan – SOS aus dem Weltall       | 1967               | 13. September 2013  |
| 9            | 9             | Orcs – Sie kommen, um uns alle zu töten  | 2011               | 27. September 2013  |
| 10           | 10            | Frogs                                    | 1972               | 4. Oktober 2013     |
| 11           | 11            | Sumuru – Die Tochter des Satans          | 1967               | 11. Oktober 2013    |
| 12           | 12            | Mega Piranha                             | 2010               | 18. Oktober 2013    |

### Staffel 2
| Nr. (gesamt) | Nr. (Staffel) | Film                                       | Erscheinungs- jahr | Ausstrahlungstermin |
| ------------ | ------------- | ------------------------------------------ | ------------------ | ------------------- |
| 13           | 1             | Sharknado – Genug gesagt!                  | 2013               | 10. Januar 2014     |
| 14           | 2             | Blacula                                    | 1972               | 7. Februar 2014     |
| 15           | 3             | Titanic II                                 | 2010               | 7. März 2014        |
| 16           | 4             | Die sieben Männer der Sumuru               | 1969               | 4. April 2014       |
| 17           | 5             | Monster des Grauens greifen an             | 1970               | 2. Mai 2014         |
| 18           | 6             | Die schwarzen Zombies von Sugar Hill       | 1974               | 6. Juni 2014        |
| 19           | 7             | Zwiebel-Jack räumt auf                     | 1975               | 11. Juli 2014       |
| 20           | 8             | Camel Spiders – Angriff der Monsterspinnen | 2011               | 1. August 2014      |
| 21           | 9             | Sharknado 2                                | 2014               | 21. November 2014   |
| 22           | 10            | Flotte Teens und heiße Jeans               | 1975               | 28. November 2014   |
| 23           | 11            | Airplane vs. Volcano                       | 2014               | 5. Dezember 2014    |
| 24           | 12            | Dracula jagt Frankenstein                  | 1970               | 12. Dezember 2014   |

### Staffel 3
| Nr. (gesamt) | Nr. (Staffel) | Film                                          | Erscheinungs- jahr | Ausstrahlungstermin |
| ------------ | ------------- | --------------------------------------------- | ------------------ | ------------------- |
| 25           | 1             | Der Hammer                                    | 1989               | 19. Juni 2015       |
| 26           | 2             | Battle of Los Angeles                         | 2011               | 26. Juni 2015       |
| 27           | 3             | Pudelnackt in Oberbayern                      | 1969               | 3. Juli 2015        |
| 28           | 4             | Xanadu                                        | 1980               | 10. Juli 2015       |
| 29           | 5             | Mega Python vs. Gatoroid                      | 2011               | 17. Juli 2015       |
| 30           | 6             | Der Dampfhammer von Send-Ling                 | 1979               | 24. Juli 2015       |
| 31           | 7             | Supersonic Man                                | 1979               | 31. Juli 2015       |
| 32           | 8             | Thor – Der Allmächtige                        | 2011               | 7. August 2015      |
| 33           | 9             | Double Trouble – Warte, bis mein Bruder kommt | 1992               | 14. August 2015     |
| 34           | 10            | Vampirella                                    | 1996               | 21. August 2015     |
| 35           | 11            | Roboter der Sterne                            | 1974               | 28. August 2015     |
| 36           | 12            | Sharknado 3                                   | 2015               | 5. September 2015   |
| 37           | 13            | Knight Rider 2000                             | 1991               | 27. November 2015   |
| 38           | 14            | Hentai Kamen                                  | 2013               | 4. Dezember 2015    |
| 39           | 15            | Planet der Dinosaurier                        | 1977               | 11. Dezember 2015   |
| 40           | 16            | Snow Sharks                                   | 2013               | 18. Dezember 2015   |

Teil der 3. Staffel war auch das Special zum 29. Februar 2016 ‘Tag der Untoten’ mit den Filmen Vampirella und Blacula.

### Staffel 4
Im März 2016 gab Tele 5 die Verlängerung um eine 4. Staffel bekannt, welche zwölf weitere Sendungen im Sommer und vier in der Adventszeit beinhaltet. Der Start der Ausstrahlung begann am 15. Juli 2016, die finalen vier Folgen wurden ab dem 2. Dezember 2016 gesendet.
| Nr. (gesamt) | Nr. (Staffel) | Film                                                | Erscheinungs- jahr | Ausstrahlungstermin |
| ------------ | ------------- | --------------------------------------------------- | ------------------ | ------------------- |
| 41           | 1             | Musik, Musik – da wackelt die Penne                 | 1970               | 15. Juli 2016       |
| 42           | 2             | Arachnoquake                                        | 2012               | 22. Juli 2016       |
| 43           | 3             | Libero                                              | 1973               | 29. Juli 2016       |
| 44           | 4             | Allan Quatermain and the Temple of Skulls           | 2008               | 5. August 2016      |
| 45           | 5             | Sharktopus vs. Pteracuda – Kampf der Urzeitgiganten | 2014               | 12. August 2016     |
| 46           | 6             | Dämonen aus dem All                                 | 1967               | 19. August 2016     |
| 47           | 7             | Daniel, der Zauberer                                | 2004               | 26. August 2016     |
| 48           | 8             | Metropolis 2000                                     | 1982               | 2. September 2016   |
| 49           | 9             | Invasion aus dem Innern der Erde                    | 1975               | 9. September 2016   |
| 50           | 10            | Ich – ein Groupie                                   | 1970               | 16. September 2016  |
| 51           | 11            | Ator II – Der Unbesiegbare                          | 1984               | 23. September 2016  |
| 52           | 12            | Der Koloß von Konga                                 | 1977               | 30. September 2016  |
| 53           | 13            | Sharknado 4                                         | 2016               | 2. Dezember 2016    |
| 54           | 14            | Wenn die tollen Tanten kommen                       | 1970               | 9. Dezember 2016    |
| 55           | 15            | Jack Frost – Der eiskalte Killer                    | 1997               | 16. Dezember 2016   |
| 56           | 16            | Santa Claus                                         | 1959               | 23. Dezember 2016   |

### Staffel 5
Die Sommerausgabe der fünften Staffel hat zwölf Folgen und begann am 30. Juni 2017. Am 15. September 2017 wurde bekannt, dass die Weihnachtsstaffel ab 1. Dezember 2017 gesendet wird. Mit dabei waren unter anderem die Filme Sharknado 5 und Mister Dynamit.
| Nr. (gesamt) | Nr. (Staffel) | Film                                            | Erscheinungs- jahr | Ausstrahlungstermin |
| ------------ | ------------- | ----------------------------------------------- | ------------------ | ------------------- |
| 57           | 1             | Hentai Kamen 2 – Abnormal Crisis                | 2016               | 30. Juni 2017       |
| 58           | 2             | Im Dschungel ist der Teufel los                 | 1982               | 7. Juli 2017        |
| 59           | 3             | Avengers Grimm                                  | 2015               | 14. Juli 2017       |
| 60           | 4             | Macho Man                                       | 1985               | 21. Juli 2017       |
| 61           | 5             | Hobgoblins                                      | 1988               | 28. Juli 2017       |
| 62           | 6             | Samurai Cop                                     | 1991               | 4. August 2017      |
| 63           | 7             | Sunshine Reggae auf Ibiza                       | 1983               | 11. August 2017     |
| 64           | 8             | Abraham Lincoln vs. Zombies                     | 2012               | 18. August 2017     |
| 65           | 9             | Die Brut des Bösen                              | 1979               | 25. August 2017     |
| 66           | 10            | Sharktopus vs. Whalewolf                        | 2015               | 1. September 2017   |
| 67           | 11            | Max und Moritz Reloaded                         | 2005               | 8. September 2017   |
| 68           | 12            | Star Crash – Sterne im Duell                    | 1978               | 15. September 2017  |
| 69           | 13            | Sharknado 5: Global Swarming                    | 2017               | 1. Dezember 2017    |
| 70           | 14            | Lord of the Elves – Das Zeitalter der Halblinge | 2012               | 8. Dezember 2017    |
| 71           | 15            | Bigfoot – Die Legende lebt!                     | 2012               | 15. Dezember 2017   |
| 72           | 16            | Mister Dynamit – Morgen küßt Euch der Tod       | 1967               | 22. Dezember 2017   |

### Staffel 6
Die ersten vier Filme der sechsten Staffel, welche am 6. April 2018 mit dem Film Spiceworld – Der Film begonnen hat, wurde am 23. Februar 2018 angekündigt. Der Termin wurde, da alle Filme eine Freigabe ab 12 Jahren haben, von ca. 22:15 Uhr auf 20:15 Uhr vorverlegt.
Am 3. August 2018 begann die Sommerstaffel mit dem Film King Kong vs. Godzilla. Diese Staffel beinhaltete insgesamt acht Filme.
Am 30. November 2018 begann der Auftakt der Winterstaffel von Schlefaz mit dem sechsten und letzten Teil der Sharknado-Reihe.
| Nr. (gesamt) | Nr. (Staffel) | Film                                           | Erscheinungs- jahr | Ausstrahlungstermin |
| ------------ | ------------- | ---------------------------------------------- | ------------------ | ------------------- |
| 73           | 1             | Spiceworld – Der Film                          | 1997               | 6. April 2018       |
| 74           | 2             | Der Polyp – Die Bestie mit den Todesarmen      | 1977               | 13. April 2018      |
| 75           | 3             | Herkules                                       | 1983               | 20. April 2018      |
| 76           | 4             | Argoman – Der phantastische Supermann          | 1967               | 27. April 2018      |
| 77           | 5             | Die Rückkehr des King Kong                     | 1962               | 3. August 2018      |
| 78           | 6             | Strippers vs Werewolves                        | 2012               | 10. August 2018     |
| 79           | 7             | Slugs                                          | 1988               | 17. August 2018     |
| 80           | 8             | Die Todesgöttin des Liebescamps                | 1981               | 24. August 2018     |
| 81           | 9             | Saltwater: Atomic Shark                        | 2016               | 31. August 2018     |
| 82           | 10            | Die Insel der Ungeheuer                        | 1976               | 7. September 2018   |
| 83           | 11            | Mächte des Lichts                              | 1982               | 14. September 2018  |
| 84           | 12            | Cowboys vs. Dinosaurs                          | 2015               | 21. September 2018  |
| 85           | 13            | Sharknado 6: The Last One                      | 2018               | 30. November 2018   |
| 86           | 14            | Gefangene im Weltraum                          | 1986               | 7. Dezember 2018    |
| 87           | 15            | Der letzte Lude                                | 2003               | 14. Dezember 2018   |
| 88           | 16            | Jack Frost 2 – Die Rache des Killerschneemanns | 2000               | 21. Dezember 2018   |

### Staffel 7
Der Start der Frühlingsfolgen der siebten Staffel wurde für den 26. April 2019 angekündigt. Gezeigt wurde zum Auftakt ein Marvel-Film. Dieser hat zunächst seine Kino-Premiere unter Anwesenheit der Moderatoren in Hamburg gefeiert, bevor er um 22 Uhr auf Tele 5 gezeigt wurde. Für die hundertste Folge wurde eine große Liveübertragung am 28. September 2019 im Berliner Tempodrom angekündigt. Die Sommerstaffel wurde am 23. August 2019 mit Plan 9 aus dem Weltall eröffnet; dieser Film wird häufig genannt, wenn nach dem schlechtesten Film aller Zeiten gefragt wird. Er feierte seine Premiere in der SchleFaZ-Fassung bereits auf dem Filmfest München am 29. Juni 2019.
| Nr. (gesamt) | Nr. (Staffel) | Film                                                    | Erscheinungs- jahr | Ausstrahlungstermin |
| ------------ | ------------- | ------------------------------------------------------- | ------------------ | ------------------- |
| 89           | 1             | Captain America                                         | 1990               | 26. April 2019      |
| 90           | 2             | Nightbeast – Terror aus dem Weltall                     | 1982               | 3. Mai 2019         |
| 91           | 3             | Dragon Crusaders – Im Reich der Kreuzritter und Drachen | 2011               | 10. Mai 2019        |
| 92           | 4             | Der Mann mit den zwei Köpfen                            | 1971               | 17. Mai 2019        |
| 93           | 5             | Plan 9 aus dem Weltall                                  | 1959               | 23. August 2019     |
| 94           | 6             | Dirndljagd am Kilimandscharo                            | 1983               | 30. August 2019     |
| 95           | 7             | Die fliegenden Feuerstühle                              | 1973               | 6. September 2019   |
| 96           | 8             | Evil Toons – Flotte Teens im Geisterhaus                | 1992               | 13. September 2019  |
| 97           | 9             | Atomic Hero                                             | 1985               | 20. September 2019  |
| 98           | 10            | Hausfrauen-Report 3                                     | 1972               | 27. September 2019  |
| 99           | 11            | Laserkill – Todesstrahlen aus dem All                   | 1978               | 4. Oktober 2019     |
| 100          | 12            | Drei Engel auf der Todesinsel                           | 1985               | 11. Oktober 2019    |
| 101          | 13            | The Bees – Operation Todesstachel                       | 1978               | 29. November 2019   |
| 102          | 14            | Santa’s Slay – Blutige Weihnachten                      | 2005               | 6. Dezember 2019    |
| 103          | 15            | Die neuen Abenteuer des Herkules                        | 1985               | 13. Dezember 2019   |
| 104          | 16            | 6-Headed Shark Attack                                   | 2018               | 20. Dezember 2019   |

### Staffel 8
Am 19. Februar 2020 wurde die mit der Frühlingsstaffel beginnende 8. Staffel angekündigt. Erstmals besteht die Frühlingsstaffel aus sechs, anstelle von vier Filmen. Den Auftakt bildet der Film Troll 2. Am 27. März 2020 wurden die restlichen drei Filme angekündigt. Die sechs Filme der Sommerstaffel wurden am 14. Juli bekannt gegeben. Am 14. Oktober wurde der Abschluss der Dreharbeiten von vier Folgen für die Winterstaffel angekündigt. Die Filme wurden am 26. Oktober bekannt gegeben.
| Nr. (gesamt) | Nr. (Staffel) | Film                        | Erscheinungs- jahr | Ausstrahlungstermin |
| ------------ | ------------- | --------------------------- | ------------------ | ------------------- |
| 105          | 1             | Troll 2                     | 1990               | 24. April 2020      |
| 106          | 2             | Das rote Phantom schlägt zu | 1966               | 1. Mai 2020         |
| 107          | 3             | Ator – Herr des Feuers      | 1982               | 8. Mai 2020         |
| 108          | 4             | Trabbi goes to Hollywood    | 1991               | 15. Mai 2020        |
| 109          | 5             | Tödliche Beute              | 1987               | 22. Mai 2020        |
| 110          | 6             | Der sechste Kontinent       | 1976               | 29. Mai 2020        |
| 111          | 7             | Rock Aliens                 | 1984               | 14. August 2020     |
| 112          | 8             | Die Mumie des Pharao        | 1981               | 21. August 2020     |
| 113          | 9             | Laß jucken, Kumpel          | 1972               | 28. August 2020     |
| 114          | 10            | Angriff der Riesenspinne    | 1975               | 4. September 2020   |
| 115          | 11            | Dollman                     | 1991               | 11. September 2020  |
| 116          | 12            | Masters of the Universe     | 1987               | 18. September 2020  |
| 117          | 13            | Planet of the Sharks        | 2016               | 27. November 2020   |
| 118          | 14            | R.O.T.O.R.                  | 1987               | 4. Dezember 2020    |
| 119          | 15            | Gefangene des Universums    | 1983               | 11. Dezember 2020   |
| 120          | 16            | Das Gehirn                  | 1988               | 18. Dezember 2020   |

Zu der Staffel gehört auch ein Halloween-Special am 31. Oktober 2020 mit den Folgen zu Vampirella und Die Insel der Ungeheuer.

### Staffel 9
Am 16. Februar 2021 wurden die vier Filme der neuen Frühlingsstaffel angekündigt. Die acht Filme der Sommerstaffel wurden am 23. Juni verkündet. Helden der Nacht (Disco Godfather), der erste von diesen und 125. insgesamt, feierte vor seiner Fernsehausstrahlung bereits am 10. Juli 2021 Premiere in einem Live-Onlineevent, an dem sich Zuschauer, die ein Ticket erworben hatten, interaktiv beteiligen konnten.
| Nr. (gesamt) | Nr. (Staffel) | Film                                    | Erscheinungs- jahr | Ausstrahlungstermin |
| ------------ | ------------- | --------------------------------------- | ------------------ | ------------------- |
| 121          | 1             | Macabra – Die Hand des Teufels          | 1981               | 9. April 2021       |
| 122          | 2             | America 3000                            | 1986               | 16. April 2021      |
| 123          | 3             | Zombie Nightmare                        | 1986               | 23. April 2021      |
| 124          | 4             | Angel’s Höllenkommando                  | 1985               | 30. April 2021      |
| 125          | 5             | Helden der Nacht                        | 1979               | 27. August 2021     |
| 126          | 6             | Sloane – Die Gewalt im Nacken           | 1985               | 3. September 2021   |
| 127          | 7             | Time Breaker                            | 1975               | 10. September 2021  |
| 128          | 8             | Angriff der Riesenkralle                | 1957               | 17. September 2021  |
| 129          | 9             | Das Söldnerkommando                     | 1982               | 24. September 2021  |
| 130          | 10            | Kampf um die 5. Galaxis                 | 1979               | 1. Oktober 2021     |
| 131          | 11            | Rise of the Animals – Mensch vs. Biest  | 2011               | 8. Oktober 2021     |
| 132          | 12            | Liebesgrüße aus Fernost                 | 1973               | 15. Oktober 2021    |
| 133          | 13            | Roboshark                               | 2015               | 19. November 2021   |
| 134          | 14            | Sadomona – Insel der teuflischen Frauen | 1974               | 26. November 2021   |
| 135          | 15            | Der Krieger und die Hexe                | 1984               | 3. Dezember 2021    |
| 136          | 16            | Ach jodel mir noch einen                | 1974               | 10. Dezember 2021   |

Zu der Staffel gehört auch ein Special anlässlich der Olympischen Sommerspiele 2020 in Japan am 23. Juli 2021 um 20:15. Hierbei wurden die Folgen zu Hentai Kamen (Folge 3.14) und Hentai Kamen: Abnormal Crisis (5.1) wiederholt, versehen mit einer zusätzlichen Anmoderation, die den Bezug zu den Olympischen Spielen erklären sollte.
Außerdem wurden am 25. Dezember als SchleWaZ (Schlechtestes Weihnachten aller Zeiten) die Folgen zu Battlefield Earth – Kampf um die Erde (1.7) und Sharknado – Genug gesagt! (2.1) sowie am 31. Dezember als SchleSaZ (Schlechtestes Silvester aller Zeiten) die Folgen zu Der letzte Lude (6.15) und Pudelnackt in Oberbayern (3.3) gezeigt.

### Staffel 10
Aufgrund der Fußball-Weltmeisterschaft 2022 entfiel die Adventsstaffel.
| Nr. (gesamt) | Nr. (Staffel) | Film                                | Erscheinungs- jahr | Ausstrahlungstermin |
| ------------ | ------------- | ----------------------------------- | ------------------ | ------------------- |
| 137          | 1             | Super Mario Bros.                   | 1993               | 18. März 2022       |
| 138          | 2             | Im Angesicht der Hölle              | 1987               | 25. März 2022       |
| 139          | 3             | Jäger der verschollenen Galaxie     | 1987               | 1. April 2022       |
| 140          | 4             | Grizzly II: Revenge                 | 2020               | 8. April 2022       |
| 141          | 5             | Hai-Alarm auf Mallorca              | 2004               | 9. September 2022   |
| 142          | 6             | Die Barbaren                        | 1987               | 16. September 2022  |
| 143          | 7             | Karamurat – sein Kungfu ist tödlich | 1977               | 23. September 2022  |
| 144          | 8             | Creatures from the Abyss            | 1994               | 30. September 2022  |
| 145          | 9             | Der scharlachrote Henker            | 1965               | 7. Oktober 2022     |
| 146          | 10            | Die Nordmänner                      | 1978               | 14. Oktober 2022    |
| 147          | 11            | In der Gewalt der Riesenameisen     | 1977               | 21. Oktober 2022    |
| 148          | 12            | Gib Gas – Ich will Spaß             | 1982               | 28. Oktober 2022    |

Am 23. Dezember 2022 wurde als SchleWaZ (Schlechtestes Weihnachten aller Zeiten) die Folge zu Sharknado – Genug gesagt! (2.1) und am 30. Dezember 2022 als SchleSaZ (Schlechtestes Silvester aller Zeiten) die Folge zu Cowboys vs. Dinosaurs (6.12) gezeigt.

### Staffel 11
Die 11. Staffel umfasste 16 Ausgaben.
| Nr. (gesamt) | Nr. (Staffel) | Film                                    | Erscheinungs- jahr | Ausstrahlungstermin |
| ------------ | ------------- | --------------------------------------- | ------------------ | ------------------- |
| 149          | 1             | Vier Fäuste schlagen wieder zu          | 1974               | 7. April 2023       |
| 150          | 2             | Teenage T-Rex: Der Menschen-Dinosaurier | 1994               | 14. April 2023      |
| 151          | 3             | Megaforce                               | 1982               | 21. April 2023      |
| 152          | 4             | Bierfest                                | 2006               | 28. April 2023      |
| 153          | 5             | Supersound und flotte Sprüche           | 1980               | 8. September 2023   |
| 154          | 6             | Mutant – Das Grauen im All              | 1982               | 15. September 2023  |
| 155          | 7             | Wizards of the Lost Kingdom             | 1985               | 22. September 2023  |
| 156          | 8             | Im Reich der Amazonen                   | 1986               | 29. September 2023  |
| 157          | 9             | Tod im Spielzeugland                    | 1993               | 6. Oktober 2023     |
| 158          | 10            | Giganten mit stählernen Fäusten         | 1978               | 13. Oktober 2023    |
| 159          | 11            | Beast You!                              | 1988               | 20. Oktober 2023    |
| 160          | 12            | Yeti – Der Schneemensch kommt           | 1977               | 27. Oktober 2023    |
| 161          | 13            | Piranha Sharks                          | 2017               | 1. Dezember 2023    |
| 162          | 14            | Iron Thunder                            | 1990               | 8. Dezember 2023    |
| 163          | 15            | Space Truckers                          | 1996               | 15. Dezember 2023   |
| 164          | 16            | Hard Ticket to Hawaii                   | 1987               | 22. Dezember 2023   |

Am 31. Dezember 2023 wurden die Folgen zu Hentai Kamen und Kara Murat wiederholt.

### Specials
| Nr. (gesamt) | Thema                                                                              | Ausstrahlungstermin | Dauer      |
| ------------ | ---------------------------------------------------------------------------------- | ------------------- | ---------- |
| 01           | Die Reportage (1) – Hinter den Kulissen von Beschissen                             | 13. März 2015       | 25 Minuten |
| 02           | Die Reportage (2) – Hinter den Kulissen von Beschissen                             | 19. Juni 2015       | 49 Minuten |
| 03           | Am Set von Sharknado 3                                                             | 5. September 2015   | 50 Minuten |
| 04           | Die Reportage (3) – Hinter den Kulissen von Beschissen                             | 27. November 2015   | 45 Minuten |
| 05           | Die ganze beschissene Wahrheit – Zuschauer fragen Olli & Peter                     | 20. September 2019  | 60 Minuten |
| 06           | Hinter den Kulissen von Beschissen – Eine Schnapsidee wird zum TV-Kult             | 7. Oktober 2019     | 10 Minuten |
| 07           | Hinter den Kulissen von Beschissen – Peter, Olli & die schlechten Filme            | 7. Oktober 2019     | 10 Minuten |
| 08           | Hinter den Kulissen von Beschissen – Schlechte Filme, üble Drinks und geniale Gags | 9. Oktober 2019     | 15 Minuten |
| 09           | Hinter den Kulissen von Beschissen – Die Kultshow und ihre legendären Fans         | 10. Oktober 2019    | 47 Minuten |
| 10           | Pleiten, Pech und Pannen                                                           | 27. August 2021     | 5 Minuten  |

## Sendedaten (Nitro)

### Staffel 12
Zur ersten Staffel bei Nitro fanden zwei Live-Events statt, Ende August in Berlin und Ende Oktober in Duisburg, jeweils zur ersten und letzten Episode der Staffel.
| Nr. (gesamt) | Nr. (Staffel) | Film                                      | Erscheinungs- jahr | Ausstrahlungstermin |
| ------------ | ------------- | ----------------------------------------- | ------------------ | ------------------- |
| 165          | 1             | S.O.S. Barracuda: Der Tod spielt Roulette | 1999               | 30. August 2024     |
| 166          | 2             | Aerobicide                                | 1987               | 6. September 2024   |
| 167          | 3             | A*P*E                                     | 1976               | 13. September 2024  |
| 168          | 4             | Der Einzelkämpfer                         | 1978               | 20. September 2024  |
| 169          | 5             | Sand Sharks                               | 2012               | 27. September 2024  |
| 170          | 6             | Future Zone                               | 1990               | 4. Oktober 2024     |
| 171          | 7             | Die Schreckensmacht der Zombies           | 1977               | 11. Oktober 2024    |
| 172          | 8             | Frankensteins Kung Fu Monster             | 1975               | 18. Oktober 2024    |
| 173          | 9             | Octaman – Die Bestie aus der Tiefe        | 1971               | 25. Oktober 2024    |
| 174          | 10            | Der Gorilla von Soho                      | 1968               | 1. November 2024    |

### Staffel 13
Mitte Juni 2025 wurden die ersten Filme für den Herbst 2025 angekündigt, weitere sollen zum Advent folgen. Die Staffel wird begleitet mit einem Live-Event am 4. September in Köln. Der Clown: Tag der Vergeltung soll als 175. Film bei dem Event gezeigt werden und bereits vor der Staffel im Streamingdienst veröffentlicht werden; im Fernsehen aber erst als Staffelfinale ausgestrahlt werden.
| Nr. (gesamt) | Nr. (Staffel) | Film                             | Erscheinungs- jahr | Ausstrahlungstermin                          |
| ------------ | ------------- | -------------------------------- | ------------------ | -------------------------------------------- |
| 175          | 10            | Der Clown: Tag der Vergeltung    | 2005               | 4. September 2025 (Stream) 19. Dezember 2025 |
| 176          | 1             | Zombiber                         | 2014               | 5. September 2025                            |
| 177          | 2             | Malibu-Express                   | 1985               | 12. September 2025                           |
| 178          | 3             | Die Mumie schlägt zurück         | 2000               | 19. September 2025                           |
| 179          | 4             | Monster aus der Galaxis          | 1985               | 26. September 2025                           |
| 180          | 5             | Zombie Shark – The Swimming Dead | 2015               | 3. Oktober 2025                              |
| 181          | 6             | Die drei Supermänner räumen auf  | 1967               | 10. Oktober 2025                             |
| 182          | 7             |                                  |                    | 28. November 2025                            |
| 183          | 8             |                                  |                    | 5. Dezember 2025                             |
| 184          | 9             |                                  |                    | 12. Dezember 2025                            |

## Quoten
Da es sich bei Tele 5 um einen kleinen Sender handelt, wurden nur selten Quoten veröffentlicht. Seit August 2024 wird das Format auf Nitro ausgestrahlt.

| Datum              | Film                                                | Gesamt            | 14–49             | Quelle        |
| ------------------ | --------------------------------------------------- | ----------------- | ----------------- | ------------- |
| 26. Juli 2013      | Supershark                                          | 0,25 Mio. (1,5 %) | 0,11 Mio. (1,6 %) | [ 37 ]        |
| 2. August 2013     | Knochenbrecher im Wilden Westen                     | 0,23 Mio. (1,6 %) | (1,3 %)           | [ 38 ]        |
| 16. August 2013    | Piranhas II – Die Rache der Killerfische            | 0,27 Mio. (1,8 %) | 0,18 Mio. (2,8 %) | [ 39 ]        |
| 23. August 2013    | Cherry 2000                                         |                   | (3,2 %)           | [ 40 ] [ 41 ] |
| 6. September 2013  | Battlefield Earth – Kampf um die Erde               | 0,15 Mio. (0,9 %) | 0,10 Mio. (1,7 %) | [ 42 ]        |
| 18. Oktober 2013   | Mega Piranha                                        | 0,20 Mio. (1,0 %) | 0,10 Mio. (1,3 %) | [ 43 ]        |
| 10. Januar 2014    | Sharknado – Genug gesagt!                           | 0,47 Mio. (2,3 %) | 0,30 Mio. (3,5 %) | [ 44 ]        |
| 12. Januar 2014    | Sharknado – Enough said! (ohne Kommentar)           | 0,10 Mio. (0,9 %) | 0,06 Mio. (1,0 %) | [ 45 ]        |
| 4. April 2014      | Die sieben Männer der Sumuru                        | 0,11 Mio. (0,6 %) | 0,04 Mio. (0,5 %) | [ 46 ]        |
| 6. Juni 2014       | Die schwarzen Zombies von Sugar Hill                | 0,10 Mio. (0,6 %) | 0,05 Mio. (0,7 %) | [ 47 ]        |
| 31. Oktober 2014   | Monster des Grauens greifen an                      | 0,23 Mio. (0,8 %) | 0,13 Mio. (1,3 %) | [ 48 ]        |
| 31. Oktober 2014   | Cherry 2000                                         | 0,22 Mio. (1,4 %) | 0,16 Mio. (2,4 %) | [ 48 ]        |
| 31. Oktober 2014   | Orcs – Sie kommen, um uns alle zu töten             | 0,06 Mio. (1,2 %) | 0,04 Mio. (1,4 %) | [ 48 ]        |
| 21. November 2014  | Sharknado – Genug gesagt! (ohne Kommentar)          | 0,51 Mio. (1,6 %) | (2,0 %)           | [ 49 ]        |
| 21. November 2014  | Sharknado 2: The Second One                         | 0,41 Mio. (2,1 %) | 0,21 Mio. (2,6 %) | [ 49 ]        |
| 12. Dezember 2014  | Dracula jagt Frankenstein                           | 0,16 Mio. (0,8 %) | 0,09 Mio. (1,1 %) | [ 50 ]        |
| 19. Juni 2015      | Der Hammer                                          | 0,16 Mio. (0,9 %) | 0,09 Mio. (1,3 %) | [ 51 ]        |
| 3. Juli 2015       | Pudelnackt in Oberbayern                            |                   | (4,0 %)           | [ 52 ]        |
| 5. September 2015  | Sharknado 3                                         | 0,50 Mio. (2,5 %) | 0,29 Mio. (3,9 %) | [ 53 ]        |
| 27. November 2015  | Knight Rider 2000                                   | 0,30 Mio. (1,0 %) | 0,15 Mio. (1,5 %) | [ 54 ]        |
| 15. Juli 2016      | Musik, Musik – da wackelt die Penne                 | 0,19 Mio. (1,0 %) | 0,10 Mio. (1,5 %) | [ 55 ]        |
| 22. Juli 2016      | Arachnoquake                                        | 0,32 Mio. (1,7 %) | 0,20 Mio. (2,6 %) | [ 56 ]        |
| 29. Juli 2016      | Libero                                              |                   | 0,12 Mio. (1,4 %) | [ 57 ]        |
| 12. August 2016    | Sharktopus vs. Pteracuda                            | 0,25 Mio. (1,4 %) | (2,3 %)           | [ 58 ]        |
| 26. August 2016    | Daniel, der Zauberer                                | 0,16 Mio. (1,0 %) | 0,12 Mio. (1,8 %) | [ 59 ]        |
| 2. September 2016  | Metropolis 2000                                     | 0,24 Mio.         | 0,16 Mio. (2,5 %) | [ 60 ]        |
| 2. Dezember 2016   | Sharknado 4                                         | 0,30 Mio.         | 0,16 Mio. (2,4 %) | [ 61 ]        |
| 9. Dezember 2016   | Wenn die tollen Tanten kommen                       | 0,19 Mio.         | 0,10 Mio. (1,4 %) | [ 62 ]        |
| 23. Dezember 2016  | Santa Claus                                         | 0,21 Mio.         | 0,11 Mio. (1,3 %) | [ 63 ]        |
| 30. Juni 2017      | Hentai Kamen: Abnormal Crisis                       | 0,20 Mio. (1,2 %) | 0,09 Mio. (1,6 %) | [ 64 ]        |
| 7. Juli 2017       | Im Dschungel ist der Teufel los                     | 0,16 Mio. (1,0 %) | 0,05 Mio. (0,9 %) | [ 65 ]        |
| 14. Juli 2017      | Avengers Grimm                                      | 0,30 Mio.         | 0,16 Mio. (3,0 %) | [ 66 ]        |
| 21. Juli 2017      | Macho Man                                           | 0,16 Mio. (1,0 %) | 0,06 Mio. (1,1 %) | [ 67 ]        |
| 11. August 2017    | Sunshine Reggae auf Ibiza                           | 0,25 Mio. (1,4 %) | 0,14 Mio. (2,3 %) | [ 68 ]        |
| 18. August 2017    | Abraham Lincoln vs. Zombies                         | 0,20 Mio. (1,1 %) | 0,13 Mio. (1,9 %) | [ 69 ]        |
| 1. September 2017  | Sharktopus vs. Whalewolf                            | 0,21 Mio. (1,4 %) | 0,11 Mio. (2,1 %) | [ 70 ]        |
| 8. September 2017  | Max und Moritz Reloaded                             | 0,18 Mio.         | 0,05 Mio. (0,9 %) | [ 71 ]        |
| 1. Dezember 2017   | Sharknado 5: Global Swarming                        | 0,23 Mio. (1,3 %) | 0,15 Mio. (2,2 %) | [ 72 ]        |
| 22. Dezember 2017  | Mister Dynamit – Morgen küßt Euch der Tod           | 0,28 Mio. (1,5 %) | 0,18 Mio. (2,8 %) | [ 73 ]        |
| 6. April 2018      | Spiceworld – Der Film                               | 0,18 Mio. (0,6 %) | (1,5 %)           | [ 74 ]        |
| 20. April 2018     | Herkules                                            | 0,35 Mio.         | (1,8 %)           | [ 75 ]        |
| 3. August 2018     | King Kong vs. Godzilla (Die Rückkehr des King Kong) | 0,23 Mio. (1,5 %) | 0,11 Mio. (2,2 %) | [ 76 ] [ 77 ] |
| 24. August 2018    | Die Todesgöttin des Liebescamps                     | 0,40 Mio. (3,4 %) | (6,4 %)           | [ 78 ]        |
| 30. November 2018  | Sharknado 6: The Last One                           | 0,22 Mio. (1,1 %) | (1,9 %)           | [ 79 ]        |
| 14. Dezember 2018  | Der letzte Lude                                     | 0,34 Mio. (1,7 %) | (3,3 %)           | [ 80 ]        |
| 26. April 2019     | Captain America                                     | 0,23 Mio.         | (1,9 %)           | [ 81 ]        |
| 17. Mai 2019       | Der Mann mit den zwei Köpfen                        |                   | (2,3 %)           | [ 82 ]        |
| 23. August 2019    | Plan 9 aus dem Weltall                              | 0,18 Mio. (1,3 %) | (1,5 %)           | [ 83 ]        |
| 30. August 2019    | Dirndljagd am Kilimandscharo                        | 0,32 Mio.         | (3,9 %)           | [ 84 ]        |
| 12. Oktober 2019   | Drei Engel auf der Todesinsel                       | 0,19 Mio. (1,1 %) | (1,7 %)           | [ 85 ]        |
| 30. November 2019  | The Bees – Operation Todesstachel                   | 0,18 Mio.         | (2,0 %)           | [ 86 ]        |
| 19. September 2020 | Masters of the Universe                             | 0,27 Mio. (3,8 %) |                   | [ 87 ]        |
| 27. November 2020  | Planet of the Sharks                                | 0,31 Mio.         | 0,18 Mio. (2,9 %) | [ 88 ]        |
| 16. April 2021     | America 3000                                        | 0,24 Mio. (1,2 %) | (1,8 %)           | [ 89 ]        |
| 30. April 2021     | Angel’s Höllenkommando                              | 0,24 Mio. (1,3 %) | (1,9 %)           | [ 90 ]        |
| 18. September 2021 | Angriff der Riesenkralle                            | 0,24 Mio. (1,5 %) | (2,4 %)           | [ 91 ]        |
| 2. Oktober 2021    | Kampf um die 5. Galaxis                             | 0,15 Mio.         | (2,1 %)           | [ 92 ]        |
| 11. Dezember 2021  | Ach jodel mir doch einen                            | 0,31 Mio. (2,6 %) | (3,4 %)           | [ 93 ]        |
| 19. März 2022      | Super Mario Bros.                                   | 0,20 Mio.         | 0,10 Mio. (2,0 %) | [ 94 ]        |
| 1. Oktober 2022    | Creatures from the Abyss                            |                   | 0,18 Mio. (2,0 %) | [ 95 ]        |
| 8. Oktober 2022    | Der scharlachrote Henker                            | 0,18 Mio.         |                   | [ 96 ]        |
| 29. Oktober 2022   | Gib Gas – Ich will Spaß                             |                   | (2,5 %)           | [ 97 ]        |
| 8. April 2023      | Vier Fäuste schlagen wieder zu                      | 0,21 Mio. (2,4 %) |                   | [ 98 ]        |
| 29. April 2023     | Bierfest                                            | 0,22 Mio. (2,5 %) |                   | [ 99 ]        |
| 30. September 2023 | Im Reich der Amazonen                               |                   | (3,1 %)           | [ 100 ]       |
| 20. Oktober 2023   | Beast You!                                          | 0,23 Mio. (1,4 %) | 0,11 Mio. (2,9 %) | [ 101 ]       |
| 27. Oktober 2023   | Yeti – Der Schneemensch kommt                       | 0,22 Mio. (1,4 %) | 0,11 Mio. (2,8 %) | [ 102 ]       |
| 30. August 2024    | S.O.S. Barracuda: Der Tod spielt Roulette           | 0,23 Mio. (1,7 %) | 0,14 Mio. (4,4 %) | [ 103 ]       |
| 6. September 2024  | Aerobicide                                          | 0,16 Mio. (1,2 %) | 0,08 Mio. (2,6 %) | [ 104 ]       |
| 13. September 2024 | A*P*E                                               | 0,18 Mio. (1,3 %) | 0,09 Mio. (2,9 %) | [ 105 ]       |
| 20. September 2024 | Der Einzelkämpfer                                   | 0,22 Mio. (1,6 %) | 0,13 Mio. (3,9 %) | [ 106 ]       |
| 27. September 2024 | Sand Sharks                                         | 0,19 Mio. (1,3 %) | 0,09 Mio. (2,8 %) |               |
| 04. Oktober 2024   | Future Zone                                         | 0,14 Mio. (1,0 %) | 0,08 Mio. (2,7 %) |               |
| 11. Oktober 2024   | Die Schreckensmacht der Zombies                     |                   |                   |               |
| 18. Oktober 2024   | Frankensteins Kung-Fu Monster                       |                   |                   |               |

## Kritiken
Spiegel.de konstatiert, dass Tele 5 mit den schlechtesten Filmen aller Zeiten „eine ziemlich smarte Kampagne fährt“, und bezeichnet die Sendung als einen Schritt, „um extrem kostengünstig Profil zu gewinnen“. Thomas Lückerath von DWDL.de bescheinigte der Reihe, dass „Tele 5 in der Nische ein Kultprogramm gelungen“ sei.

## DVD-Veröffentlichung
Im Juni und Juli 2015 erschienen vier Filme aus den ersten zwei Staffeln der Filmreihe (Sharknado, Knochenbrecher im Wilden Westen, Zwiebel-Jack räumt auf und Sumuru – Die Tochter des Satans) unter dem Sammelbegriff #SchleFaZ auf DVD. Im Juli 2016 folgte die Sharknado-Trilogie sowie Ende Juni 2017 beide Hentai Kamen-Filme und der Film Die sieben Männer der Sumuru in einer Sammelbox zusammen mit drei bisher erschienenen Filmen. Teil 4 und 5 von Sharknado sind 2018 zusammen als Doppelpack auf DVD erschienen. 2019 folgte eine Box mit allen sechs Sharknado Filmen auf DVD und als SD on Blu-ray Version.
Im Laufe der Zeit wurden noch einige weitere #SchleFaZ Versionen im Bonusmaterial diverser Disc-Veröffentlichungen untergebracht. Von DigiDreams Studios gibt es bei den Blu-rays von Angriff der Riesenspinne (4 Disc-Edition), Creatures from the Abyss (2 Disc-Edition), Gib Gas – Ich will Spaß (Platinum Cult Edition 47), Grizzly II: Revenge (3 Disc-Edition), Tödliche Beute – Deadly Prey (Mediabook Version) und Voyage of the Rock Aliens (3 Disc-Edition) jeweils eine #SchleFaZ Bonus-DVD. Bei Jäger der verschollenen Galaxie (Full Moon Collection Nr. 07), Laserkill – Todesstrahlen aus dem All (Full Moon Classic Selection Nr. 09), Piranhas II – Die Rache der Killerfische (Astro Mediabooks), Das Söldnerkommando (2 Disc Mediabook) und Tammy and the Teenage T-Rexe (4-Disc Collector’s Edition) enthalten die Blu-rays ebenfalls die #SchleFaZ Fassung als Extra.

## Trivia
- Uwe Boll übersandte Tele 5 anlässlich der ersten Staffel eine Videobotschaft, in der er sich bedankt, dass keiner seiner eigenen Filme gezeigt werde.[110] Nach der ersten Staffel schlug Boll vor, dass seine Filme in der Sendung vorgestellt werden, doch Rütten und Kalkofe entschieden sich dagegen: Peter Rütten zufolge werden bei SchleFaZ nur Filme von Menschen gezeigt, die für die Produktion in der Hauptsache kein Geld und kein Talent, aber Ambitionen vorweisen konnten. Uwe Boll habe dagegen versucht, die Marke „SchleFaZ“ für seine Filme zu nutzen, biete selbst aber keinen Ansatzpunkt für eine Erzählung in dem Format.[111]
- Bei Twitter hat sich mittlerweile eine große Fangemeinde zur Reihe gebildet, wodurch der Hashtag SchlefaZ regelmäßig bei den Twitter-Trends aufgeführt wird.[112]
- Peter Rütten führte in der 5. Staffel, während der Sendung zu Hobgoblins, seine bisherige Top 5 der verhasstesten Schlefaz-Filme auf: Platz 1: Hobgoblins; Platz 2: Daniel, der Zauberer; Platz 3: Ich – ein Groupie; Platz 4: Battlefield Earth; Platz 5: Libero
- Oliver Kalkofe gab in einem Interview von Peer Schader an, dass der Film Hercules in New York für die Sendung im Gespräch war, aber wegen des Vetos von Arnold Schwarzenegger nicht im Fernsehen gezeigt werden durfte.[113] Am 8. Mai 2020 wurde er letztlich doch auf Tele 5 gezeigt, jedoch im Vorprogramm von SchleFaZ.
- SchleFaZ 125 (Disco Godfather/Helden der Nacht) wurde im Corona-Pandemie-Jahr 2021 live vor  und mit Streaming-Publikum aufgezeichnet. Per Live-Stream konnten die Zuschauer die Aufzeichnung inklusive aller Pannen direkt verfolgen. Neben den gewöhnlichen Tickets gab es auch limitierte interaktive Tickets für die Veranstaltung. Wer dieses Ticket hatte und seine Webcam einschaltete, konnte sogar von der Live-Regie in die Sendung geschaltet werden. So haben die Moderatoren Kalkofe und Rütten direkt auf die oftmals verkleideten und mitfeiernden Fans in ihren Moderationstexten eingehen können.
- In Sonderedition 16 Totenkopf-TV der Hörspielserie Geisterjäger John Sinclair kam es im Dezember 2022 zu einem Crossover mit SchleFaZ, in dem sich Oliver Kalkofe und Peter Rütten selbst sprechen. Darin benötigen die beiden SchleFaZ-Moderatoren die Hilfe des Geisterjägers John Sinclair (gesprochen von Dietmar Wunder), als bei der Vorbereitung einer Liveshow zum Horrorfilm „Totenkopf-TV“ der Fluch eines uralten Dämons wirksam wird und daraufhin in Köln eine Apokalypse droht. Zu den weiteren Sprechern des Crossover-Hörspiels gehören unter anderem Alexandra Lange, Martin May, Lutz Riedel und Hennes Bender.[114]
- Seit März 2023 gibt es das Fanprojekt '#SchleCast – Der schlechteste Podcast aller Zeiten'. In dem Podcast werden von Fans für Fans einzelne SchleFaZ-Folgen bewertet, besprochen, aufgearbeitet, nachtherapiert und mit einem filmabhängigen individuellem Punktesystem bewertet. Außerdem gibt es in der Regel eine Communityfrage, die dann via X (vormals Twitter) beantwortet werden kann.[115]
- Ab Mitte April 2024 fand die SchleFaZ-Tournee statt, in der in einer Stadt aus jedem Bundesland einer von drei zufällig gewählten Filmen gezeigt wurde. Kalkofe und Rütten führten durch die Show.

## Ähnliche Serien und Publikationen
- Mystery Science Theater 3000 war eine US-amerikanische Serie von 1988 bis 1999 in ähnlichem Format, sie inspirierte Kalkofe zu dieser Serie.
- Rolf Giesen: Kino wie es keiner mag. Die schlechtesten Filme der Welt, Ullstein, Frankfurt am Main / Berlin / Wien 1984.